# Salton Sea
De Salton Sea is een endoreïsch zoutmeer in het zuiden van de Amerikaanse staat Californië. Het meer ligt in de Imperial Valley in Imperial County en Riverside County, omgeven door de Coloradowoestijn. De oppervlakte van het meer bedraagt ongeveer 970 km², waarmee de Salton Sea het grootste meer van Californië is. Het ligt 69 meter onder zeeniveau. De grootste diepte is ongeveer 16 m.

## Geografie

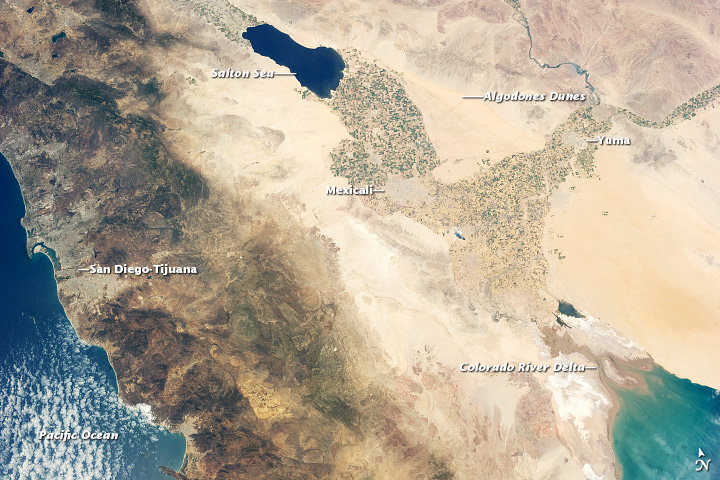
De omgeving van de Salton Sea

De Salton Sea wordt gevoed door de New River en Alamo en Whitewater River en staat ook in verbinding met een groot aantal irrigatiekanalen en -kanaaltjes. Het volume en oppervlak van het water in het meer varieert als gevolg van variaties in natuurlijke neerslag en behoefte aan irrigatiewater van de landbouw.
Het noordelijke deel van het Saltonbekken wordt gevormd door de Coachella Valley. In het noorden wordt het Saltonbekken gescheiden van het stroomgebied van de Colorado bij Chiriaco Summit (I-10) en bij het Cottonwood Visitor Center in Joshua Tree National Park. In het noordwesten bevindt laagste punt van de waterscheiding tussen de Coachella Valley (Whitewater River) en het stroomgebied van de Santa Ana (San Timoteo Creek) zich één kilometer ten zuidoosten van Beaumont.

### Geologie

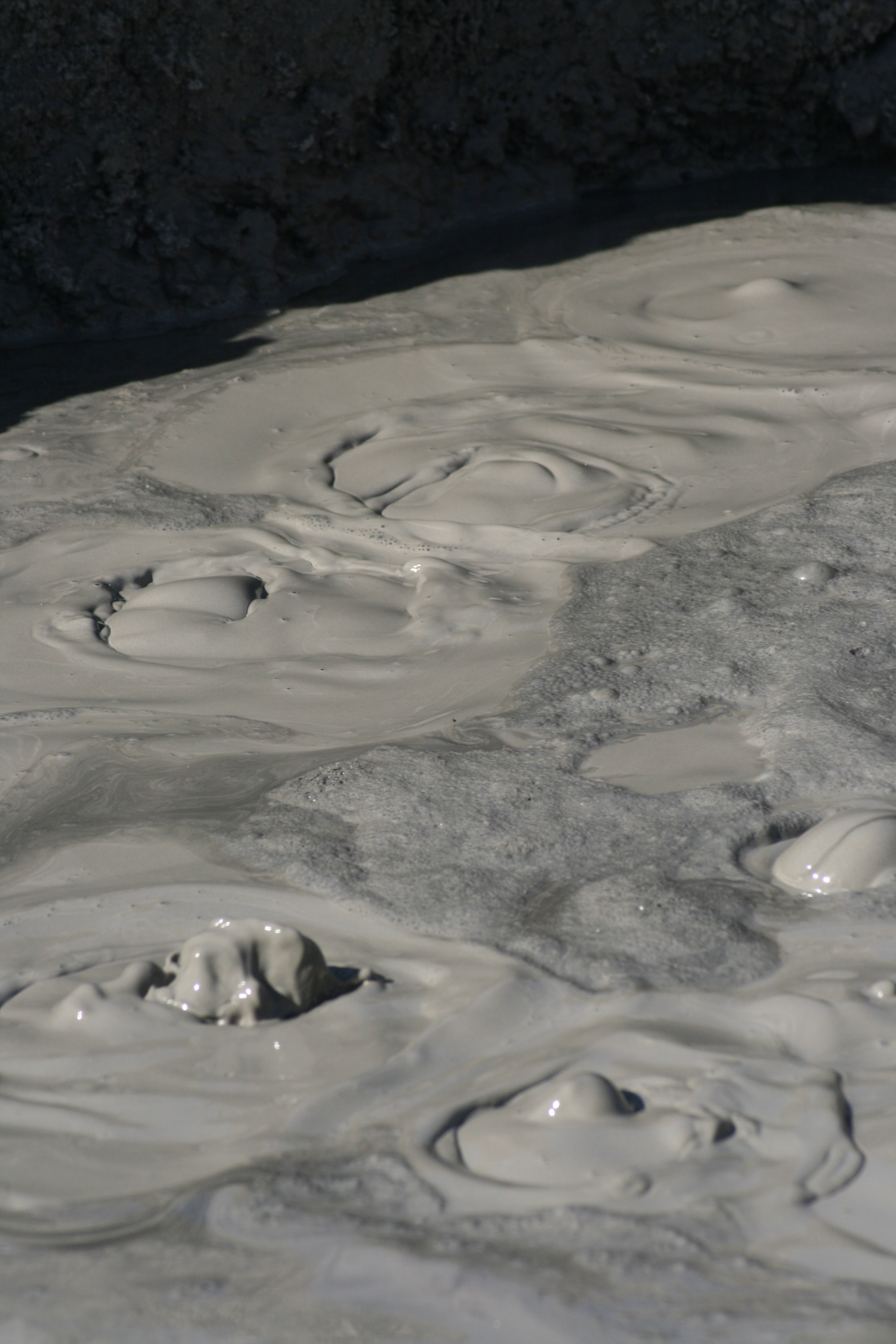
Een gassige moddervulkaan aan de oever van de Salton Sea

De Salton Sea ligt in het laagste deel van de Salton Sink. Dit is geologisch gezien een slenk langs de San Andreasbreuk, een grote zijschuiving die dwars door Californië loopt. Het bekken heeft een dalende bodem en is in het zuidoosten versperd door delta-afzettingen van de Colorado, die het Saltonbekken na het Pleistoceen van de Golf van Californië scheidden. Dit gebeurde na de laatste ijstijd, tussen 120.000 en 67.000 jaar geleden (BP). Aan de oostelijke oever van de Salton Sea zijn enkele moddergeisers te zien.

## Geschiedenis

### Prehistorie
Het gebied van de Salton Sea was oorspronkelijk deel van de Golf van Californië. In het zuidelijke deel van de huidige Imperial Valley werd gedurende drie miljoen jaar (minstens tijdens het gehele Pleistoceen) een grote delta gevormd door de Colorado. Uiteindelijk zou deze delta de westelijke oever van de toenmalige Golf van Californië bereiken, waardoor de diepte ten noorden van de delta afgesloten raakte van de oceaan. Zonder de barrière gevormd door de Colorado-delta zou de Golf van Californië veel meer noordelijk reiken ter hoogte van Indio. Sinds dit Saltonbekken afgesloten werd van de oceaan was het afwisselend een endoreïsch meer en een droge woestijnvallei. Het meer werd gevoed door rivieren (voornamelijk de Colorado) en regenval. De Colorado verstopte regelmatig zijn eigen afwatering in de delta ten zuidoosten van het huidige Mexicali waardoor de Colorado afwisselend naar het noorden (Salton Sink) of het zuiden stroomde (Golf van Californië). Deze cyclus herhaalde zich verschillende keren over honderden en duizenden jaren, waarbij een cyclus van ongeveer 400 tot 500 jaar een van de mogelijkheden is. Er zijn bewijzen voor verschillende prehistorische Salton Seas te vinden in de omgeving zoals golfgeërodeerde oevers op verschillende hoogtes in de heuvels rond het huidige meer. Het laatste Pleistocene meer (vóór het einde van de laatste ijstijd) staat bekend onder de naam Lake Cahuilla. Het gehele Saltonbekken, met onder andere de Coachellavallei ten noordwesten en de Imperial Valley ten zuidoosten van het meer, wordt ook wel de Cahuilla Valley genoemd.

### Voor het ontstaan van het meer
Tijdens de Spaanse tijd in Californië werd het gebied van de Imperial Valley benoemd als deel van de Coloradowoestijn (naar de rivier de Colorado). In een onderzoek voor een toekomstige spoorweg in 1855 werd de vallei the Valley of the Ancient Lake genoemd. Op verschillende oude kaarten staat de vallei gekend als Cahuilla Valley (naar de lokale indianenstam). Sinds het einde van de jaren 1870 was er een spoorweghalte Salton Station ter hoogte van het huidige meer.
Al sinds de komst van de Europeanen stroomde de Colorado naar het zuiden en stond het Saltonbekken dus doorgaans droog. Wel stroomde er bij extreem hoge waterstanden van de Colorado ook water naar de (doorgaans droge) bedding van de rivier de Alamo. Zo'n overloop werd vastgesteld in 1884, 1891, 1892 en 1895.

### Alamokanaal en ontstaan van de Salton Sea

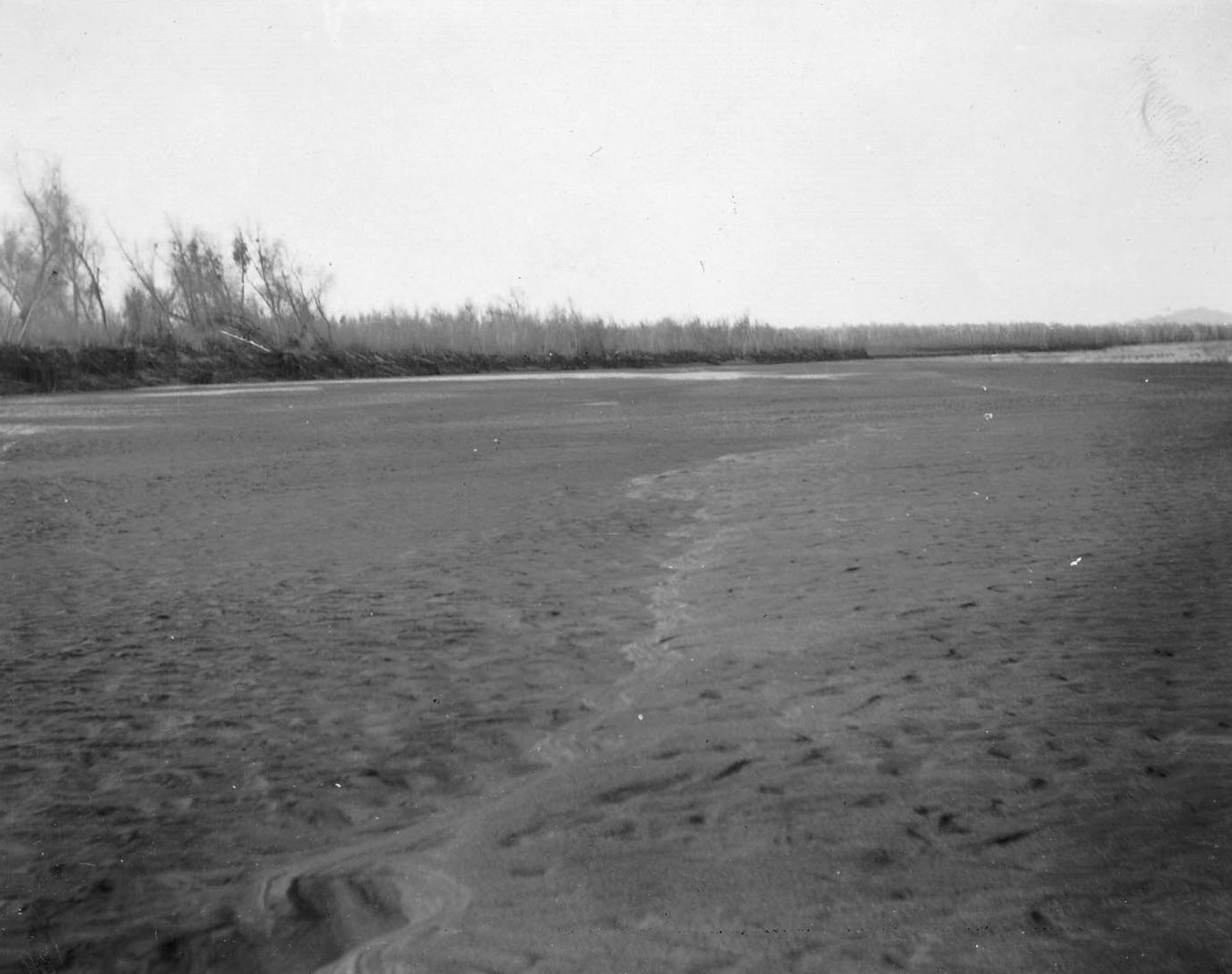
De Colorado net stroomafwaarts van de inlaat van het Imperial Canal omstreeks 1905

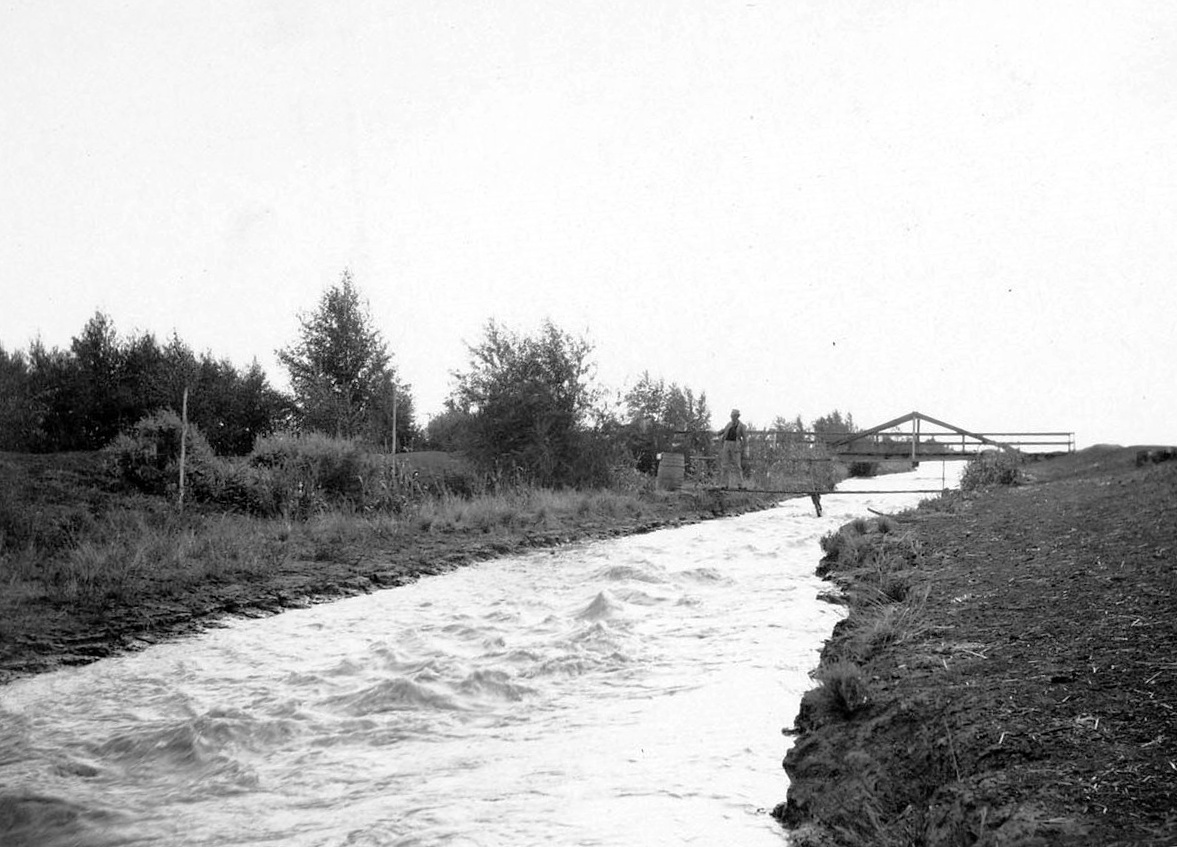
Alamokanaal in 1905. Origineel onderschrift: View on Main Canal – Note High Velocity: An unidentified man standing next to the Main Canal of the Imperial Canal system

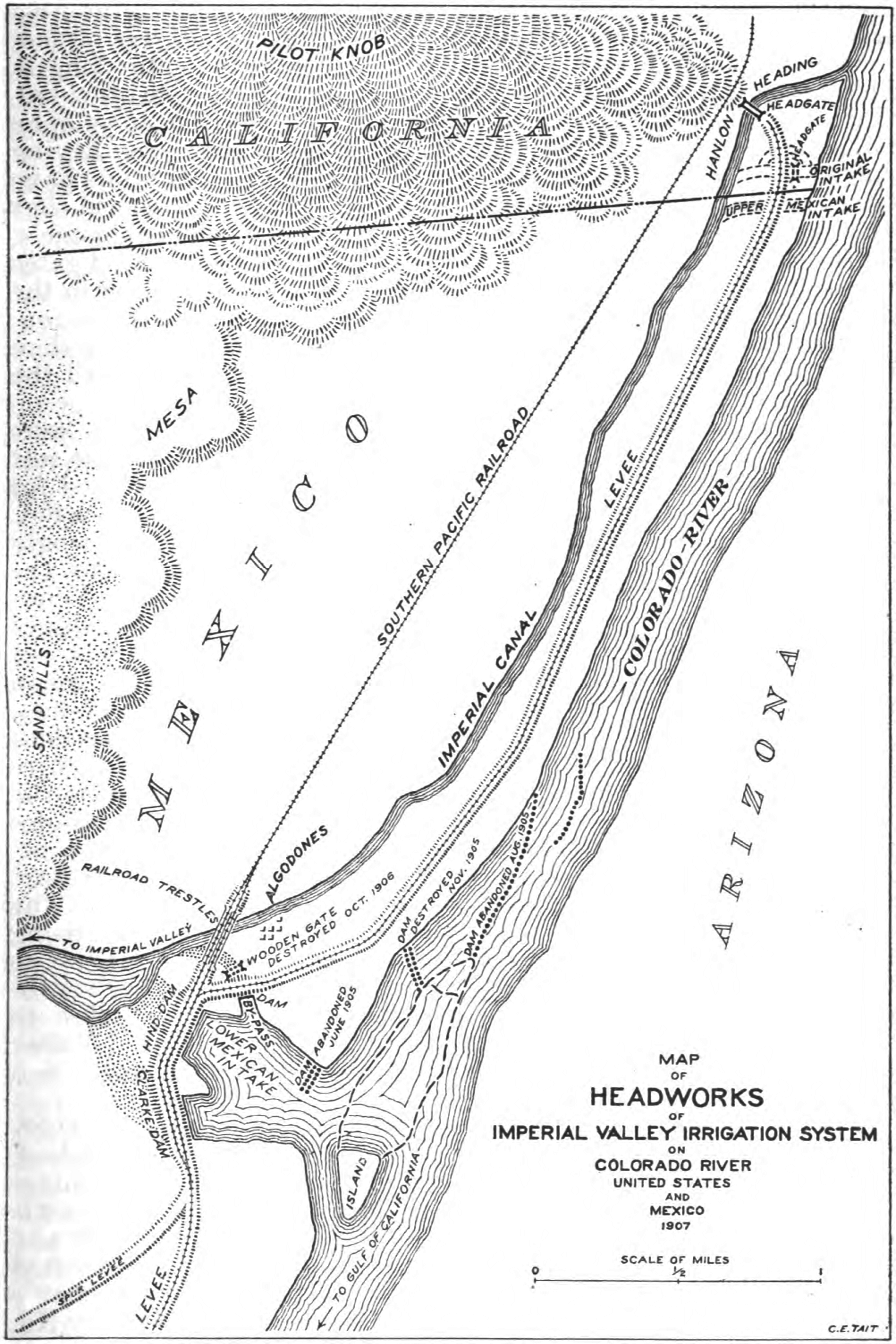
Kaart van de infrastructuur bij de bron van het Alamokanaal in 1907

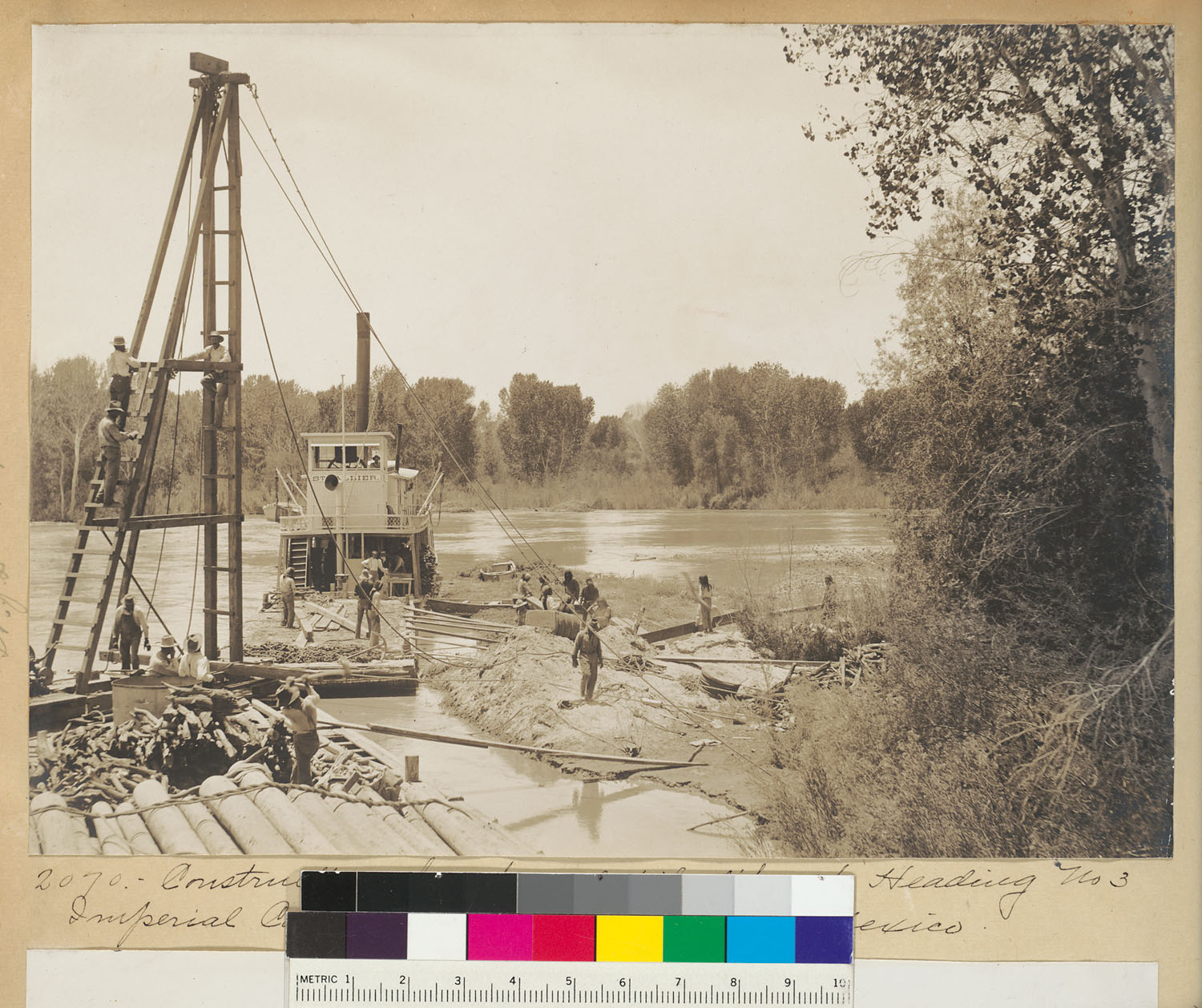
Werken aan de Lower Mexican Intake in 1905

De California Development Company zag een toekomst voor landbouw in de Salton Sink ("Imperial Valley") en begon in 1900 met de aanleg van irrigatiekanalen om het water van de Colorado af te leiden naar de Salton Sink, de toen droge meerbodem. Na de aanleg van de irrigatiekanalen werden de gronden in de Salton Sink voor enige tijd vruchtbaar en konden boeren er gewassen telen. Het belangrijkste kanaal was het Imperial Canal. Deze bracht het water van de Colorado nabij Pilot Knob naar het hoofd van de Alamo (een droge wadi), vandaar dat het kanaal ook wel het Alamokanaal genoemd werd.
De houten inlaatpoorten van het kanaal bij Pilot Knob droegen de naam Chaffey Gate naar hoofdingenieur George Chaffey van de California Development Company. De inlaat werd gebouwd bij Pilot Knob omdat hier stevig moedergesteente aanwezig was. Daarna liep het kanaal Mexico in, parallel aan de Colorado gedurende zes kilometer. Daarna werd de waterscheiding tussen de Alamo (Saltonbekken) en de Colorado overwonnen naar het hoofd van de Alamo. De route via Mexico was goedkoper dan een meer directe route door de Algodonesduinen. In 1901 werd het kanaal in gebruik genomen. In 1902 kon er voor de eerste keer een groot debiet aangeleverd worden.
Binnen de twee jaar na de ingebruikname van de irrigatiekanalen raakte het Imperial Canal echter gevuld met silt waardoor de capaciteit van het kanaal sterk verkleinde en er opstoppingen ontstonden. Ingenieurs trachtten deze tevergeefs te verwijderen. De California Development Company kwam onder grote druk te staan om het probleem op te lossen. Charles Rockwood van de California Development Company beval het maken van een nieuwe opening in de oevers van de Colorado, ongeveer zes kilometer ten zuiden van de bestaande houten inlaatconstructie van het kanaal (Chaffey Gate). Deze opening, de Lower Mexican Intake, had echter geen infrastructuur om het debiet naar het Alamokanaal te regelen. Als gevolg hiervan zou tijdens de seizoenale hoge waterstanden van de Colorado in 1904 tot en met einde 1906 grote hoeveelheden water van de Colorado naar de Salton Sink stromen. In 1905 zorgden regenval en sneeuwsmelt voor een uitzonderlijke toename van het debiet van de Colorado. Dit had een vloedgolf in het Alamokanaal tot gevolg, waardoor verderop een dijk in de Imperial Valley brak en het water door twee doorgaans droge wadi's ging stromen: die van de Alamo in het oosten en die van de New River in het westen (elk ongeveer 100 kilometer lang). Men slaagde er niet het inlaatdebiet van het kanaal te controleren, waardoor deze twee nieuwe rivieren, de New River en de Alamo, bij momenten het volledige debiet van de Colorado naar de Salton Sink brachten. Bij de overstroming van de Imperial Valley kwam de spoorarbeidersnederzetting Salton onder water te liggen. De bewoners waren op tijd geëvacueerd.
Het duurde twee jaar voor men het water onder controle had. In 1906 werd de houten Chaffey Gate vervangen door een betonnen constructie:Hanlon Heading. Op 27 januari 1907 werd de vloed via het Alamokanaal via de Lower Mexican Intake eindelijk gestopt na een grootschalige interventie van de Southern Pacific Company, die er een spoorweg in beheer had. Het spoorbedrijf zou in 1915 de failliete California Development Company opkopen. Een jaar later werd het verkocht aan het in 1911 opgerichte Imperial Irrigation District, een vereniging van boeren in de Imperial Valley.
Het Alamokanaal is vandaag vervangen door het All-American Canal: een kanaal dat geheel over Amerikaans grondgebied voerde en afgewerkt werd in 1940. In 1942 werd het Alamokanaal uit gebruik genomen en werd het All-American Canal de enige waterbron voor de Imperial Valley.

### Menselijk gebruik
In de jaren 1920 begon de Salton Sea strandgangers te trekken en ontwikkelde het zich tot een toeristische trekpleister.
Tegen de jaren 30 was het waterniveau van het meer sterk gedaald en men geloofde dat het meer natuurlijk zou opdrogen. Rond dezelfde tijd startte men echter met katoenteelt in de Imperial Valley, die een massale import van water vereiste. Door de grote afstroom van de velden naar de New River en de Alamo begon het waterniveau opnieuw te stijgen.
In de jaren 50 en 60 van de twintigste eeuw (onder meer in 1960) kwam het weer regelmatig tot overstromingen.

## Landbouw

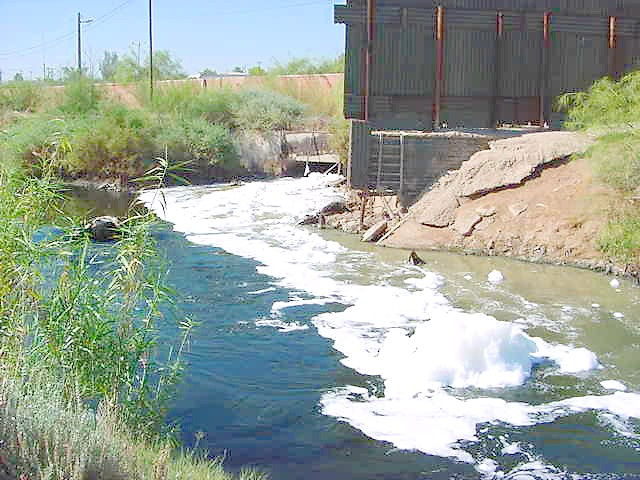
De New River stroomt de VS binnen vanuit Mexico

Ondertussen wordt er niet langer katoen geteeld in de Imperial Valley, maar wel andere gewassen waaronder luzerne. De landbouwproductie in de Imperial Valley vertegenwoordigt ondertussen een belangrijk deel van de landbouwproductie van Californië. De afwatering van de velden (via onder meer de New River) blijft wel de belangrijkste waterbron voor de Salton Sea.
De aanwezigheid van het meer zorgt op zijn beurt voor een meer gematigd klimaat. Deze meer gematigde temperaturen in de winter maken landbouwteelten doorheen het volledige jaar mogelijk.
Ondanks dat de bodem van de Imperial Valley aanzien werd als betrekkelijk vruchtbaar (mits irrigatie) bevat de bodem door duizenden jaren meervorming en evaporatie een hoog zoutgehalte. Om gewassen te kunnen telen op deze zoute bodem moet de bodem regelmatig "gespoeld" worden. Deze praktijk zorgt voor een afstroom met een verhoogd zoutgehalte (3 gram zout per liter tegen 0,73 g/l voor het water afkomstig van de Colorado) waardoor jaarlijks tot 3 miljoen ton aan zout in het meer terecht komt, die daar de aanwezige vis- en vogelbestanden in gevaar brengen.
Daarnaast bevat het water van de velden ook hoge concentraties aan pesticiden, stikstof, fosfor en selenium.
De zee is echter ook afhankelijk van de aanvoer van water (via de irrigatielandbouw) vanuit de Colorado via het All-American Canal. Zonder deze aanvoer zou het meer immers opdrogen. De laatste jaren krimpt het meer omdat de landbouw minder water gebruikt.

## Natuur en waterkwaliteit

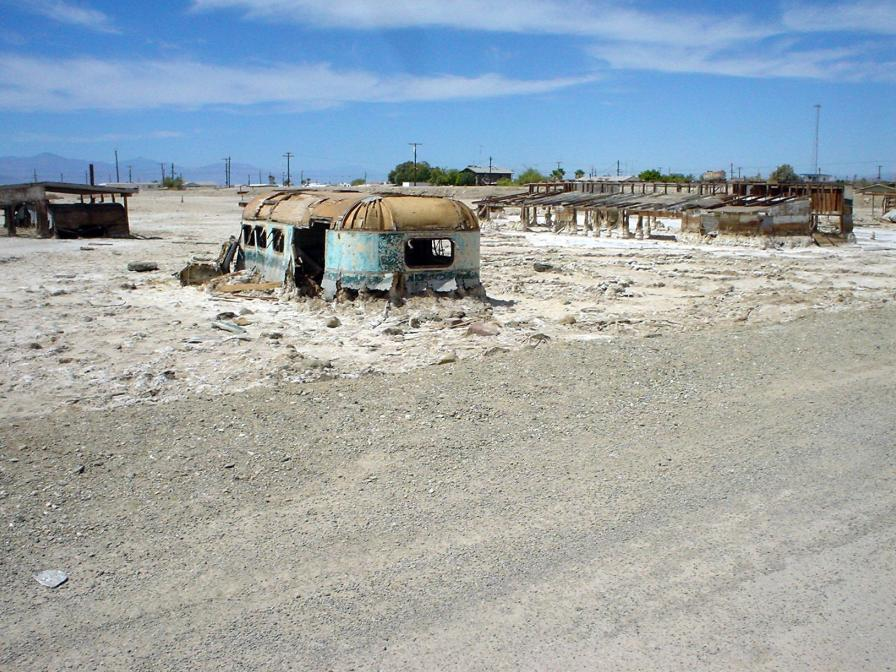
Verlaten, door zout aangetaste 'woningen' op de oostelijke oever van het meer

Sinds het ontstaan van het meer heeft zich een ecosysteem ontwikkeld met vissen als harders en cichliden (baarsachtigen) en verschillende soorten watervogels. Door de continue aanvoer van zout en de evaporatie van het water blijft het zoutgehalte echter stijgen. Dit zorgt ervoor dat het ecosysteem in de toekomst waarschijnlijk weer zal moeten verdwijnen (zoals bij de Dode Zee). De saliniteit van het water is met 55 gram per liter water hoger dan die van zeewater, maar minder dan die van bijvoorbeeld het Great Salt Lake in Utah en de Dode Zee (424 g/l of 342 g/kg). Er wordt verwacht dat de saliniteit kan verdrievoudigen onder bepaalde scenario's.
Een andere bedreiging is de hoge concentratie nitraten als gevolg van bemesting in de landbouw. De eutrofiëring van het water die dit tot gevolg heeft zorgt voor regelmatige algenbloei, waardoor andere soorten verstikken door hypoxie. Door de ontbinding van dode algen door bacteriën wordt waterstofsulfide geproduceerd, wat voor een specifieke geur zorgt rondom de Salton Sea.
Doorgaans is het relatief veilig om te zwemmen in het meer (ondanks de penetrante geur van waterstofsulfide). De geur van waterstofsulfide is niet aangenaam voor de mens, maar de concentraties zijn meestal niet schadelijk zolang men hier niet lange tijd aan blootgesteld wordt. Wanneer de concentratie waterstofsulfide in de lucht boven het meer echter te hoog wordt, wanneer er overvloedig veel algen aanwezig zijn in het meer of wanneer er dode vissen op het wateroppervlak drijven, wordt zwemmen afgeraden.
De New River, een van de belangrijkste rivieren die uitmonden in de Salton Sea, is een van de meest vervuilde waterwegen in Noord-Amerika en wordt bijna uitsluitend gevoed door afstroom van de landbouwvelden.
De vervuiling van het meer vormde een bedreiging voor het toerisme, waardoor veel hotels leeg staan.

## Bewoning
Plaatsen aan de Salton Sea zijn onder andere: Salton City, Salton Sea Beach en Desert Shores.

## Toekomst

### Voorstanders van het behoud van de Salton Sea
Indien het meer zou uitdrogen zou er een immense playa ontstaan bestaande uit giftig stof. De sedimenten zijn weinig geaggregeerd, waardoor er extreem veel fijn stof geproduceerd kan worden. Indien dit stof opgewaaid wordt en zich verspreidt naar de nabijgelegen woonkernen van bijvoorbeeld Indio (88.000 inwoners) of El Centro (56.000 inwoners) zouden de gevolgen voor de volksgezondheid groot kunnen zijn. Een gelijkaardig opwaaien van toxisch stof deed zich al voor bij Owens Lake en bij de Aralzee.

### Tegenstanders van het behoud van de Salton Sea
Het grootste deel van het reservation land van de Torres-Martínez-groep van de Cahuilla-indianen is al meer dan een eeuw overstroomd door de Salton Sea. Deze indianen hopen dat het meer opdroogt, zodat zij hun land opnieuw kunnen claimen. Ook zijn er enkele groepen die het ontstaan van de Salton Sea als volledig kunstmatig zien, enkel in stand gehouden door de afwatering van de landbouw. Dat water zou beter gebruikt worden voor stedelijke ontwikkeling in bijvoorbeeld de agglomeratie van San Diego terwijl de Salton Sea een natuurlijke dood tegemoet kan gaan.